# Casa dos Marcos
Die Casa dos Marcos ist ein Zentrum für Seltene Krankheiten in der portugiesischen Kleinstadt Moita. Es gilt als ein europäisches Pionierprojekt. In Portugal leiden schätzungsweise 800.000 Menschen an Seltenen Krankheiten, für die gesamte EU geht man von bis zu 36 Mio. Betroffenen aus.

## Geschichte
Die Gründungsidee geht zurück auf den Wunsch des damals 16-jährigen Marco, der am Cornelia-de-Lange-Syndrom litt. Er wünschte sich im September 2005 eine passende Schule, in die er gehen könne. Mit Hilfe der Stadtverwaltung von Moita betrieb daraufhin der 2002 gegründete Verein RARÍSSIMAS – Associação Nacional de Deficiências Mentais e Raras (dt. etwa: SELTENSTE – Nationale Vereinigung für Geistige Behinderungen und Seltene Krankheiten) die Gründung einer solchen Schule. Präsidentin des Vereins ist die Mutter des im Januar 2006 verstorbenen Marco, Paula Brito e Costa, die auch mitverantwortlich für den Namen ist. Demnach konnte die Casa dos Marcos (portugiesisch für: Haus der Marcos’) zwar nicht mehr das erträumte Haus für Marco werden, aber das aller anderen Marcos im Land.
Durch einen Artikel in einer Zeitschrift wurde Maria Cavaco Silva, Frau des Staatspräsidenten Cavaco Silva, im April 2006 auf den Vorfall aufmerksam. Sie wurde Schirmherrin des Vereins RARÍSSIMAS und hielt bei der Grundsteinlegung der Casa dos Marcos am 1. Juli 2010 eine Rede. Die Anlage wurde schließlich am 25. November 2013 eröffnet, durch Frau Cavaco Silva, und Gilberto dos Reis, dem Bischof des Bistums Setúbal. Dabei kam es zu Protesten von etwa 200 Menschen, vorwiegend Angestellte im Öffentlichen Dienst Moitas. Sie protestierten gegen den neuen Staatshaushalt, der weiter im Zeichen rigider Austeritätspolitik stand, und erneut Kürzungen im Gesundheitswesen und insbesondere wiederholte Lohnkürzungen bei gleichzeitiger Erhöhung der Arbeitszeit öffentlicher Angestellter beinhaltete.
Am 7. November 2014 besuchte Königin Letizia von Spanien die Casa dos Marcos, im Rahmen der regelmäßigen „Ibero-Amerikanischen Treffen zu Seltenen Krankheiten“, deren Gastgeber 2014 Portugal war. Der medial breit begleitete Besuch wurde erneut von Protesten vor dem Haus begleitet. Die Proteste richteten sich wieder gegen den neuen Staatshaushalt Portugals, der erneute Sparmaßnahmen im öffentlichen Dienst und im staatlichen Gesundheitssystem, dem Serviço Nacional de Saúde, vorsieht.

## Kennzahlen und Struktur
Der Gebäudekomplex der Casa dos Marcos ist 5.500 Quadratmeter groß und kostete 5,5 Mio. Euro. Es arbeiten 75 Menschen hier, darunter 30 Spezialisten für Seltene Krankheiten. Finanziert wurde die Einrichtung durch die Kommune, öffentliche Stellen und private Spenden, etwa von der Stiftung des Baukonzerns Mota-Engil. Die Casa dos Marcos ist eine gemeinnützige soziale Einrichtung in freier Trägerschaft (Instituição Particular de Solidariedade Social).
Der Komplex umfasst gleichzeitig soziale, therapeutische und medizinische Einrichtungen. Die Casa dos Marcos unterhält zum einen Freizeiteinrichtungen, Schulräume, ein Wohnheim, und Wohnräume für selbstständig lebende Patienten. Zum anderen bietet sie eine Klinikambulanz, ein Krankenhaus und ein Zentrum für Physikalische und Rehabilitative Medizin mit Vorsorgeabteilungen. 68 Kindern mit Seltenen Krankheiten dient die Casa dos Marcos als Internat. Dazu kommen weitere Einrichtungen, etwa Snoezelen-Räume und die Hotline Linha Doenças Raras (Hotline Seltene Krankheiten). Auch ein Respite Center bietet die Casa dos Marcos, wo Pflegebedürftige Kurzzeitpflege erhalten, um den Angehörigen eine Erholungszeit zu ermöglichen. Besonders zu erwähnen sind zudem das Forschungszentrum und die Weiterbildungseinrichtungen der Casa dos Marcos.
Neben dem Therapiezentrum für Seltene Krankheiten funktioniert die Casa dos Marcos auch als Gesundheitszentrum für die umliegenden Gemeinden. So ist die Casa dos Marcos Anlaufstelle für jährlich etwa 4.000 ambulante Patienten, zudem werden hier etwa 200 Patienten jährlich physikalisch-rehabilitativ behandelt.
Die Casa dos Marcos gehört zur EURORDIS, dem europäischen Verbund von Patientenorganisationen Seltener Krankheiten.
Im Kreis Maia im Norden Portugals ist ein zweiter Komplex geplant, der als Quinta dos Marcos die Arbeit der Casa dos Marcos auch im Norden des Landes fortführen soll. Die Gemeindeverwaltung von Vila Nova da Telha hat bereits das entsprechende Grundstück zur Verfügung gestellt.